# World Series of Poker 1994
Le World Series of Poker 1994 furono la venticinquesima edizione della manifestazione. Si tennero dal 16 aprile al 10 maggio presso il casinò Binion's Horseshoe di Las Vegas.
Il vincitore del Main Event fu Russ Hamilton.

## Eventi preliminari
| Evento                                      | Vincitore        | Premio   | Ultimo giocatore eliminato |
| ------------------------------------------- | ---------------- | -------- | -------------------------- |
| $1.500 Limit hold'em                        | Steven Sim       | $289.200 | Charles Brock              |
| $1.500 seven card stud                      | Johnny Chan      | $135.600 | Mansour Matloubi           |
| $1.500 Limit Omaha                          | Brent Carter     | $83.400  | Moxie Ungar                |
| $1.500 Seven Card Stud Split                | Vince Burgio     | $127.200 | Gary Hutzler               |
| $1.500 Seven Card Razz                      | Mike Hart        | $88.800  | Tommy Hugnagle             |
| $1.500 Omaha 8 or better                    | T. J. Cloutier   | $135.000 | Chris Björin               |
| $1.500 Limit Hold'em                        | George Rodis     | $135.000 | Phil Hellmuth              |
| $1.500 Pot Limit Omaha                      | O'Neil Longson   | $100.800 | J. C. Pearson              |
| $1.500 Pot Limit Hold'em                    | Jay Heimowitz    | $148.200 | Quinton Nixon              |
| $1.500 Omaha 8 or better                    | J. C. Pearson    | $103.000 | Mattias Rochnacher         |
| $5.000 No Limit Deuce to Seven Draw         | Lyle Berman      | $128.250 | Huck Seed                  |
| $1.500 Ace to Five Draw                     | J. J. Chun       | $93.000  | Steve Flickner             |
| $2.500 Limit Hold'em                        | Mike Laving      | $212.000 | Fred Lieberman             |
| $2.500 Seven Card Stud                      | Rodney H. Pardey | $132.000 | Alan Boston                |
| $2.500 Pot Limit Omaha                      | Huck Seed        | $167.000 | Lindy Chambers             |
| $2.500 Pot Limit Hold'em                    | T. J. Cloutier   | $163.000 | Travis Dang                |
| $5.000 Seven Card Stud                      | Roger Moore      | $144.000 | Adam Roberts               |
| $2.500 No Limit Hold'em                     | John Heaney      | $220.000 | Hal Kant                   |
| $5.000 Limit Hold'em                        | Erik Seidel      | $210.000 | Mike Davis                 |
| $1.000 Seven Card Stud riservato alle donne | Barbara Enright  | $38.400  | Natalie Ryke               |
| Press Invitational No Limit Hold'em         | Bill Sykes       | $1.000   | Joe Saumarez Smith         |

## Main Event
I partecipanti al Main Event furono 268. Ciascuno di essi pagò un buy-in di 10.000 dollari.
Per festeggiare il 25º anniversario dell WSOP, il vincitore Russ Hamilton ricevette un ulteriore premio oltre al milione di dollari: una quantità d'argento equivalente al proprio peso.

### Tavolo finale
| Piazzamento | Nome              | Premio                                  |
| ----------- | ----------------- | --------------------------------------- |
| 1°          | Russ Hamilton     | $1.000.000 + il proprio peso in argento |
| 2°          | Hugh Vincent      | $588.000                                |
| 3°          | John Spadavecchia | $294.000                                |
| 4°          | Vince Burgio      | $168.000                                |
| 5°          | Al Krux           | $100.800                                |
| 6°          | Robert Turner     | $50.400                                 |